# Врпско
Врпско (мкд. Врпско) је насеље у Северној Македонији, у јужном делу државе. Врпско припада општини Прилеп.

## Географија
Насеље Врпско је смештено у јужном делу Северне Македоније. Од најближег већег града, Прилепа, насеље је удаљено 60 km јужно (путем).
Врпско се налази у источном делу високопланинске области Маријово, као једно од најзабаченијих, али и етнички најчистијих делова православног словенског живља на тлу Македоније. Насеље је положено изнад клисуре Црне реке, која се налази северно од села. Јужно од села издиже планина Козјак. Надморска висина насеља је приближно 650 метара.
Клима у насељу је планинска због знатне надморске висине.

## Становништво
По попису становништва из 2002. године, Врпско је било без становника. Почетком 20. века ту је живело око 350 становника.
Претежно становништво у насељу били су етнички Македонци.
Већинска вероисповест у насељу било је православље.